# Довгоноса карликова акула
Довгоноса карликова акула (Heteroscymnoides marleyi) — єдиний вид роду Heteroscymnoides родини Змієподібні акули.

## Опис
Загальна довжина досягає 36,5 см. Голова середнього розміру. Морда довга, цибулеподібної форми, складає близько 50 % довжини голови, з тупим носом. Очі невеликі, круглі, здатні світитися у темряві, мигальна перетинка відсутня. За очима розташовані великі бризкальця. Ніздрі довгі, з короткими шкірними виростами. Рот невеликий. Губи тонкі та гладенькі. На верхній частині присутні 22 зуби, на нижній — 23. Зуби на верхній щелепі вузькі, шилоподібні, маленькі. На нижній щелепі — зуби великі, ножеподібні з 3 верхівками, утворюють суцільну пилкоподібну ріжучу крайку. У неї 5 пар зябрових щілин. Шкірна луска утворена дрібними пластинками з гострими зубчиками. Тулуб стрункий, дещо стиснутий з боків. Грудні плавці маленькі, округлі. Має 2 спинних плавця, які маленькі, округлі, однакові. Хвостовий плавець веслоподібний, широкий, з розвиненою широкою лопаттю. На череві присутні ділянки, що світяться.
Забарвлення темно-коричневе, з боків є слабковиражені чорні та світлі широкі смуги-плями, що розташовані почергово. Краї плавців світлі.

## Спосіб життя
Тримається на глибинах від 500 до 4000 м, зрідка підіймається у верхні шари води. Це мешканець відкритих океанічних вод. Живиться дрібною рибою, мальками та безхребетними.
Статева зрілість настає при розмірах у 33-36 см. Це яйцеживородна акула. Народжені акуленята мають 12 см завдовжки.

## Розповсюдження
Мешкає в субантарктичних водах — біля узбережжя ПАР (провінція Квазулу-Наталь), південній Атлантиці, неподалік островів Тристан-да-Кунья (біля Волфіш-Рідж), Чилі.